# Shahpour Shahbazi

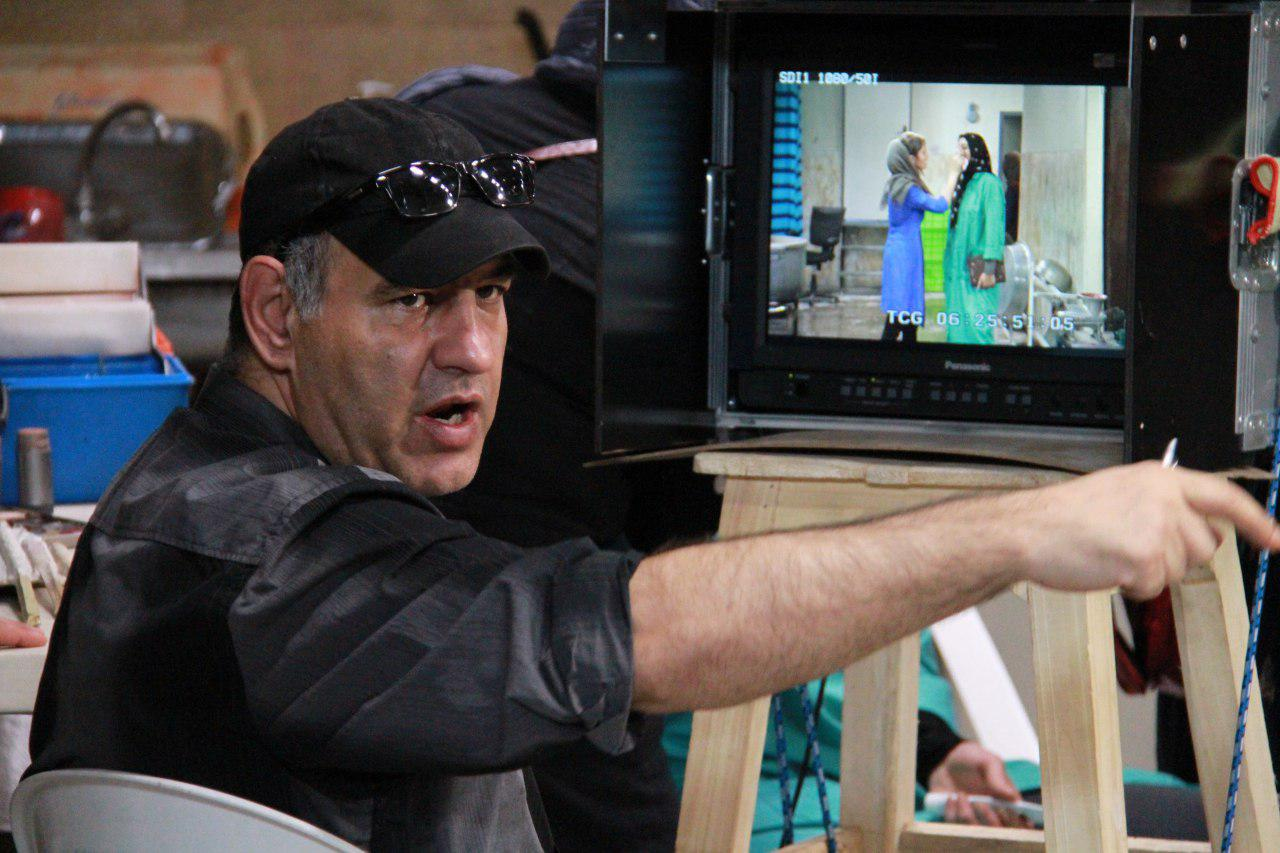
Shahpour Shahbaz

Shahpour Shahbazi, anders transkribiert Schahpur Schahbaz (persisch شاهپور شهبازی; * 5. Juni 1961 in Kermanschah, Iran), ist ein iranischer Filmregisseur, Drehbuchautor und Autor.

## Leben und Wirken
Nach dem Abitur im Iran übersiedelte Shahbazi zur Aufnahme eines Studiums in die Bundesrepublik Deutschland. Nach seinem Abschluss im Studienkolleg der Universität Heidelberg studierte er an der Staatlichen Hochschule für Gestaltung in Karlsruhe Philosophie bei Peter Sloterdijk und Boris Groys sowie Filmkunst bei Hans Beller und Lothar Spree. Shahbazi setzte nach seinem Studienabschluss seine Doktorarbeit bei Boris Groys in Karlsruhe fort.
In den Jahren 2005 bis 2019 veröffentlichte er neben seiner Lehrtätigkeit als Honorardozent an verschiedenen Universitäten in Teheran und Isfahan sechs Bücher zu den Themen Spielfilm-Theorie, Drehbuchschreiben und Filmanalyse. Sein erstes Buch zu Theorien des Drehbuchschreibens wurde mit dem Golden Pen Award als bestes Buch im Filmbereich des Jahres 2007 ausgezeichnet. Seine Filmkritik zu Hotel Budapest wurde vom Verband der iranischen Schriftsteller und Filmkritiker als beste Analyse mit dem ersten Preis ausgezeichnet.
Neben diesen Aktivitäten schrieb er eine Reihe Drehbücher für Spielfilme und Fernsehserien. Sein Kurzfilm Vogelscheuche (1999) wurde als bester Kurzfilm beim Internationalen Fajr-Filmfestival nominiert und beim iranischen Filmfestival in Toronto gezeigt. Er erhielt in Köln und Karlsruhe einen dritten Preis und nahm an Filmfestivals in Frankfurt am Main teil. Der Film wurde im Deutschen Fernsehen von den Sendern ZDF und 3sat gesendet sowie beim Auftakt zum Filmfest in München.
Er ist aktives Mitglied im Verband der deutschen Filmkritik in Deutschland und der Anjoman Montaghedan va Nevisandegan Cinemaye Iran (Iranische Vereinigung der Filmkritiker und Schriftsteller) im Iran.

## Preise und Ehrungen
- Tandis-Preis: beste Filmkritik vom Verband der Iranischen Schriftsteller und Filmkritiker
- Preis und Ehrung vom Forum der Drehbuchautoren für seine Leistungen im Bereich Drehbuchschreiben (2017)[1]
- Lob vom Club der iranischen Autoren und Ehrenmitgliedschaft (2014)
- Gewinner des Golden Pen Award (ghalamezarin) für das beste Buch im Filmbereich vom Filmhaus (Khaneh Sinama) 2014
- Gewinner des besonderen Preises der internationalen Jury am 40. Jahrestag des Roshd Festivals für den Film „Brücke“ (pol)
- Gewinner des Preises für Regisseure beim Kurzfilmfestival in Deutschland (1999)

## Bücher (in persischer Sprache)
- 2007: Drehbuchtheorie im Spielfilm. Band 1, Cheshmeh-Verlag
- 2010: Drehbuchtheorie im Spielfilm. Band 2, Cheshmeh-Verlag
- 2015: Dramaturgie des Films. Cheshmeh-Verlag
- 2015: Dialektik der Augen. Cheshmeh-Verlag
- 2018: Terminologie der Filmanalyse. Cheshmeh-Verlag
- 2019: Prinzipien der machiavellistischen Psychologie.Nazar-Verlag
- 2021: Goftam; Goft. Norahan-Verlag

## Spielfilme – Drehbuch und Regie (Auswahl)
- 1997: Guten Rutsch!, Kurzfilm
- 1998: Übergang, Kurzfilm
- 1998: Abreise, Video-Kurzfilm
- 1999: Vogelscheuche, Kurzfilm
- 2000: Auf der Suche nach Heimat, Video (45 min.), Deutschland, Mosambik, Simbabwe
- 2000: Maske Moghadas (Heilige Maske), Video (25 min.), Mosambik
- 2007: Shabnam va Sib (Tau und Apfel), Video (45 min.)
- 2009: Pol (Die Brücke), Video (90 min.)[2]
- 2012: Yaddashthaye Shabnam va Das (Notizen über den Wind), Video (45 min.), Deutschland, Italien
- 2014: Sokute Parvaneh ha (Das Schweigen der Schmetterlinge), Video (90 min.)[3]
- 2017: Darmiyane Divarha (Zwischen Wänden), Kinofilm[4][5]